# 피피 압두
피피 압두(아랍어: فيفي عبده, 본명: 아티야트 압둘 파타흐 이브라힘(عطيات عبد الفتاح إبراهيم), 1953년 4월 26일 ~ )는 이집트의 배우이자 무용가이다. 압두는 "압두의 연기는 벨리댄스와 동의어"로 묘사되어 왔다.

## 생애
압두는 1953년 4월 26일에 카이로에서 태어났으며 그의 아버지는 경찰관으로 근무했다. 압두에게는 그의 무용가 활동을 장려했던 남동생인 압델라힘 압둘 파타흐 이브라힘을 포함한 11명의 형제들이 있다. 압두는 12세 시절에 발라디 무용단에 가입했고 나중에 모델 활동을 시작했다. 압두가 주목받기 시작한 것은 1970년대 초반에 미국 애리조나주에서 공연을 펼치면서부터이다. 압두는 르 메르디앙(Le Meridien), 메나 하우스(Mena House), 엘게지라 쉐라톤(El Gezira Sheraton)과 같은 많은 다른 장소에서 춤을 추었다. 압두의 공연은 보통 약 2시간 동안 지속되었고 압두는 1차례의 공연마다 10,000달러까지 받았다. 압두의 공연은 춤 이외에도 종종 서커스 묘기와 심지어 랩을 포함하기도 했다. 모로코의 신문 《라 비 에코》에 따르면 압두는 은퇴 직전인 2004년에 가장 비싼 가격인 40,000달러로 평가되는 5,000벌의 의상을 소유하고 있다고 보도했다.
압두는 그가 춤을 추는 것을 이슬람교의 교리에 반하는 것으로 보는 일부 이집트인들로부터 비판의 대상이 되었다. 1991년에는 카이로 법원으로부터 "타락한 행동"을 한 혐의로 기소되어 징역 3개월을 선고받기도 했다. 1999년에는 이집트의 대무프티였던 셰이크 나스르 파리드 와실이 압두에게 하즈(성지순례) 때문에 메카로 가는 것을 금지하는 명령을 내렸다가 나중에 철회하기도 했다.
압두는 이슬람교의 금식월인 라마단 기간 동안에 아랍 세계에 방송된 텔레비전 드라마에 출연했다. 2006년에는 《수크 엘쿠다르》(Souq El Khudar, 녹색 시장)에서 사랑에 관심을 가진 고집 센 시장의 여인 역할을 맡았다. 압두는 드라마 《알하키카 와 알사라브》(Al Hakika wa Al Sarab, 진실과 현실)에 출연하면서 100만 이집트 파운드를 받았다. 압두는 2014년에 라마단 텔레비전 드라마 시리즈에서 자신의 오빠인 압델라힘과 함께 출연하기도 했다. 2019년에는 라마단 시리즈 《킹덤 오브 집시》(Kingdom of Gypsies)에 출연했다.

## 사생활
압두는 5번 결혼했으며 2명의 딸과 1명의 양녀가 있다. 압두는 이집트에서 가장 부유한 여성 가운데 한 사람으로 여겨졌으며 카이로의 빈곤층을 위한 자선 기부로 유명하다. 압두는 2003년에 가수인 메드하트 살레흐를 채무 미지급 혐의로 고소했는데 살레흐의 옛 부인이자 배우인 시린 사이프는 압두가 그들의 결혼 관계를 깨뜨렸다고 비난하면서 압두를 고소하기도 했다.